# Asimilare (sociologie)
În sociologie asimilarea este definită prin preluarea culturii, obiceiurilor, datinilor, portului și limbii majorității de către un individ, o grupă de indivizi sau o minoritate a populației, prin pierderea trăsăturilor inițiale, caracteristice minorității respective.
Asimilarea poate fi naturală (prin conviețuire o perioadă mai lungă de timp) sau forțată (urmărită prin măsuri ale statului, măsuri care într-o democrație sunt considerate abuzive).
Lista clasică a măsurilor abuzive care vizează desființarea naționalităților prin asimilare forțată este lungă. Aceste măsuri cuprind o gamă diversificată de metode reînviate și aplicate periodic în decursul anilor, inclusiv în perioada național-comunismului ceaușist. De la interdicția folosirii numelor localităților în publicațiile naționalităților și a inscripțiilor bilingve și de la obligativitatea predării istoriei sau geografiei numai în limba oficială a statului și până la suprimarea învățământului în limba minorităților, a culturii tradiționale, a vieții religioase și a obiceiurilor specifice.
A nu se confunda cu integrare (sociologie), care reprezintă apariția unor elemente și trăsături comune între grupă sau minoritate și majoritatea populației locale, ca de exemplu: valori sociale,  mod de trai, mod de muncă și altele, care conduc la o conviețuire civilizată, fără necesitatea asimilării.

## Exemple
De exemplu, un astfel de proces de asimilare a evreilor s-a produs în secolul al XIX-lea după emigrarea acestora în diferite țări ale lumii.
În timpul Imperiului Austro-Ungar în Transilvania s-a inițiat o politică de asimilare forțată a romilor, continuată ulterior de regimul comunist. Romilor li s-a interzis să mai vorbească limba romani și să practice meșteșugurile lor tradiționale (Helsinki Watch, 1991:10); cei care erau prinși vorbind limba romani primeau ca pedeapsă 25 de lovituri de bici. De asemenea li se interzicea să poarte costumele lor tradiționale și să practice nomadismul (Liegeois, 1986:106); li se interzicea chiar și să se numească romi. Termenul pe care trebuiau să-l folosească atunci când se refereau la etnia lor era Uj Magyar (maghiar nou). 
Și în prezent pot fi date multe exemple:
- Închiderea forțată a unicei școli de la Tiraspol cu predare în limba română cu grafie latină [3]
- Încălcarea repetată a celor mai elementare norme privind drepturile omului (dreptul la educație în limba maternă, drepturile religioase), în nordul Bucovinei și sudul Basarabiei, regiuni care aparțin în prezent Ucrainei, trezește bănuiala că există o preocupare cvasioficială de asimilare forțată a românilor din această țară. [4]

## Influență culturală
O localitate (stat sau etnie) poate adopta spontan o cultură diferită datorită semnificației sale politice sau superiorității conștiente. Unul dintre primele cazuri este adoptarea treptată a limbii și culturii latine de către majoritatea popoarelor înrobite.
Asimilarea culturală poate apărea din întâmplare sau din forță. O cultură poate adapta în mod spontan o cultură diferită sau o cultură care este mai veche și mai bogată sau poate uni cu forța culturi mai slabe. Termenul "asimilare" este foarte des folosit în legătură cu imigranții și diferitele grupuri etnice care s-au stabilit pe terenuri noi. Cultura nouă și noile abordări ale originii culturii sunt obținute ca urmare a contactului și a comunicării. Asimilarea presupune ca culturile relativ mai sărace tind să se comaseze cu o cultură unificată. 